# بسلوقيط
بسلوقيط هي إحدى القرى اللبنانية من قرى قضاء زغرتا في محافظة الشمال.